# Алексеенко, Андрей Анатольевич
Андрей Анатольевич Алексеенко (род. 23 апреля 1978, Новопокровская) — российский государственный деятель. Кандидат экономических наук. Глава муниципального образования город Краснодар (2021—2022). С 19 августа по 9 сентября 2022 года — первый заместитель главы российской оккупационной Военно-гражданской администрации Харьковской области — председатель совета министров оккупированной Россией части Харьковской области. С 25 ноября 2022 года — председатель оккупационного правительства оккупированной Россией части Херсонской области Украины.

## Биография
Родился на Кубани. Окончил Кубанский государственный аграрный университет по специальностям «промышленное и гражданское строительство», «финансы и кредит». Кандидат экономических наук. Прошёл путь от мастера, инженера по техническому надзору за сооружениями на предприятиях дорожной отрасли и промышленности — до первого заместителя главы администрации (губернатора) Краснодарского края. Имеет опыт работы в мэрии Краснодара, заместителем главы Туапсинского района. С 2015 года — заместитель главы региона по вопросам топливно-энергетического комплекса и жилищно-коммунального хозяйства, с 2017 года — первый заместитель главы администрации (губернатора) Краснодарского края. Награждён медалью «За выдающийся вклад в развитие Краснодарского края». Президент Федерации волейбола Краснодарского края.
В 1996 году начал работать помощником мастера в ООО «Спецдорремстрой».
После работал инспектором службы безопасности, штукатуром-маляром 3-го разряда, инженером по техническому надзору за сооружениями в строительной фирме ОАО «Краснодарсельмаш».
В 2006—2007 годах был заместителем генерального директора ООО «Дион-А».
С 2007 по 2010 год работал на должности главы отдела координации, экономического развития и внешних связей в администрации Краснодара.
В 2010 году стал заместителем, затем первым заместителем главы Туапсинского района Краснодарского края. В его компетенцию входили вопросы ЖКХ, капитального строительства, ТЭКа, промышленности, сельского хозяйства, транспорта и связи.
В сентябре 2015 года был назначен исполняющим обязанности главы Ейского района, с октября того же года работал заместителем, а с сентября 2017 года — первым заместителем главы Краснодарского края. В его обязанности входили модернизация коммунальных инфраструктур региона для увеличения их инвестиционного потенциала, контроль за работой управляющих компаний и жилищной инспекции, улучшение качества вывоза мусора и подготовка резервов на случай чрезвычайных ситуаций.
С 21 октября 2021 года — исполняющий обязанности главы муниципального образования город Краснодар.
17 ноября 2021 года на 23 заседании городской Думы Краснодара 7-го созыва избран главой муниципального образования город Краснодар.
18 августа 2022 года подал в отставку с поста главы муниципального образования город Краснодар по собственному желанию. Отставка принята депутатами гордумы на следующий день.
19 августа 2022 года назначен первым заместителем главы российской оккупационной Военно-гражданской администрации Харьковской области — председателем совета министров оккупированной Россией Харьковской области.
9 сентября 2022 года вместе с другими членами т. н. «правительства» покинул регион в связи с контрнаступлением украинской армии.
С 25 ноября 2022 года — председатель правительства аннексированной Россией территории Херсонской области.
12 декабря 2022 года ему вручён российский орден Мужества.

## Скандалы
В декабре 2021 года против Алексеенко было возбуждено уголовное дело о получении взятки в особо крупных размерах в виде дорогостоящего ружья. По данным газеты Коммерсантъ, по состоянию на август 2022 года производство по уголовному делу прекращено не было. Алексеенко признает факт получения оружия, но уверяет, что это был подарок на его день рождения.

## Семейное положение, дети
Женат, трое детей.

## Награды
- орден Мужества[13].
- медаль «За выдающийся вклад в развитие Краснодарского края»[6].

## Другие должности
Президент Федерации волейбола Краснодарского края. Председатель Туапсинской федерации бокса.

## Международные санкции
15 декабря 2022 года, на фоне вторжения России на Украину, включён США в санкционный список «марионеточных органов власти» как «так называемый „глава“ назначенной Россией власти в Херсонской области» за «деятельность, которая подрывает мир, безопасность, политическую стабильность или территориальную целостность США, их союзников или партнёров от лица руководства РФ». В конце февраля 2023 года попал под санкции Японии как «глава так называемого правительства аннексированной Херсонской области Украины». 1 апреля 2023 года внесён в санкционный список Украины так как он «поддерживает и осуществляет действия и политику, которые подрывают территориальную целостность, суверенитет и независимость Украины и ещё больше дестабилизируют Украину». 29 сентября 2023 года, в ответ на фиктивные российские выборы на оккупированных территориях Украины, внесён в санкционный список Великобритании как глава оккупационной администрации «на суверенной украинской территории, которую Россия незаконно захватила и временно контролирует».
23 февраля 2024 года Алексеенко внесён в санкционный список стран Евросоюза:

Андрей Алексеенко является так называемым «Председателем Херсонской Военно-гражданской администрации» с 25 ноября 2022 года. Он занял эту должность без согласования с украинскими властями. На незаконно оккупированных территориях Херсонской области он проводит официальную политику РФ. Действуя в этой роли, он осуществляет действия и политику, которые подрывают и угрожают территориальной целостности, суверенитету и независимости Украины.— «Официальный журнал Европейского союза», Брюссель, 23 февраля 2024 года